# Stanislav Žaža
Stanislav Žaža (14. dubna 1929, Brno – 5. srpna 2018, Brno) byl český vysokoškolský učitel a jazykovědec, zaměřením rusista, vyučující na Filozofické fakultě Masarykovy univerzity v Brně. V letech 1973–1980/1981 zastával po rusistovi prof. PhDr. Bořivoji Novákovi pozici vedoucího katedry ruského jazyka na FF MU v Brně.

## Život a dílo
Po maturitě na reálném gymnáziu v Brně-Žabovřeskách v roce 1948 vystudoval o pět let později ruštinu a klasickou filologii (1953; latinu a řečtinu) na Filozofické fakultě Masarykovy univerzity v Brně, kde se již za svých studií stal asistentem na tamější katedře rusistiky. Jeho tehdejšími vyučujícími byli kupříkladu slavista a bohemista prof. PhDr. František Trávníček, DrSc., prof. PhDr. Josef Kurze, DrSc. a také klasický jazykovědec prof. PhDr. František Novotný, DrSc. V roce 1966 úspěšně obhájil na brněnské rusistice jak svoji rigorózní (PhDr.), tak i kandidátskou disertační práci (CSc.), v roce 1979 se habilitoval v oboru ruské jazykovědy a roku 1989 byl pak jmenován profesorem v tomtéž oboru.
Ve své odborné činnosti se pak zaobírá především syntaktickou stránkou ruského jazyka.

### Publikační činnost (výběr)
- K funkci sloves брать – brát, взять – vzít v ruštině a v češtině. Opera Slavica. 2016, roč. 26, č. 4, s. 41-46.
- Několik poznámek k výpovědím se slovesem быть/být v ruštině a v češtině. Rossica Olomucencia XLV, s. 107–113, Olomouc 2007.